# Platja Romana
La platja Romana és una platja de sorra fina i daurada del municipi d'Alcalà de Xivert a la comarca del Baix Maestrat (País Valencià).

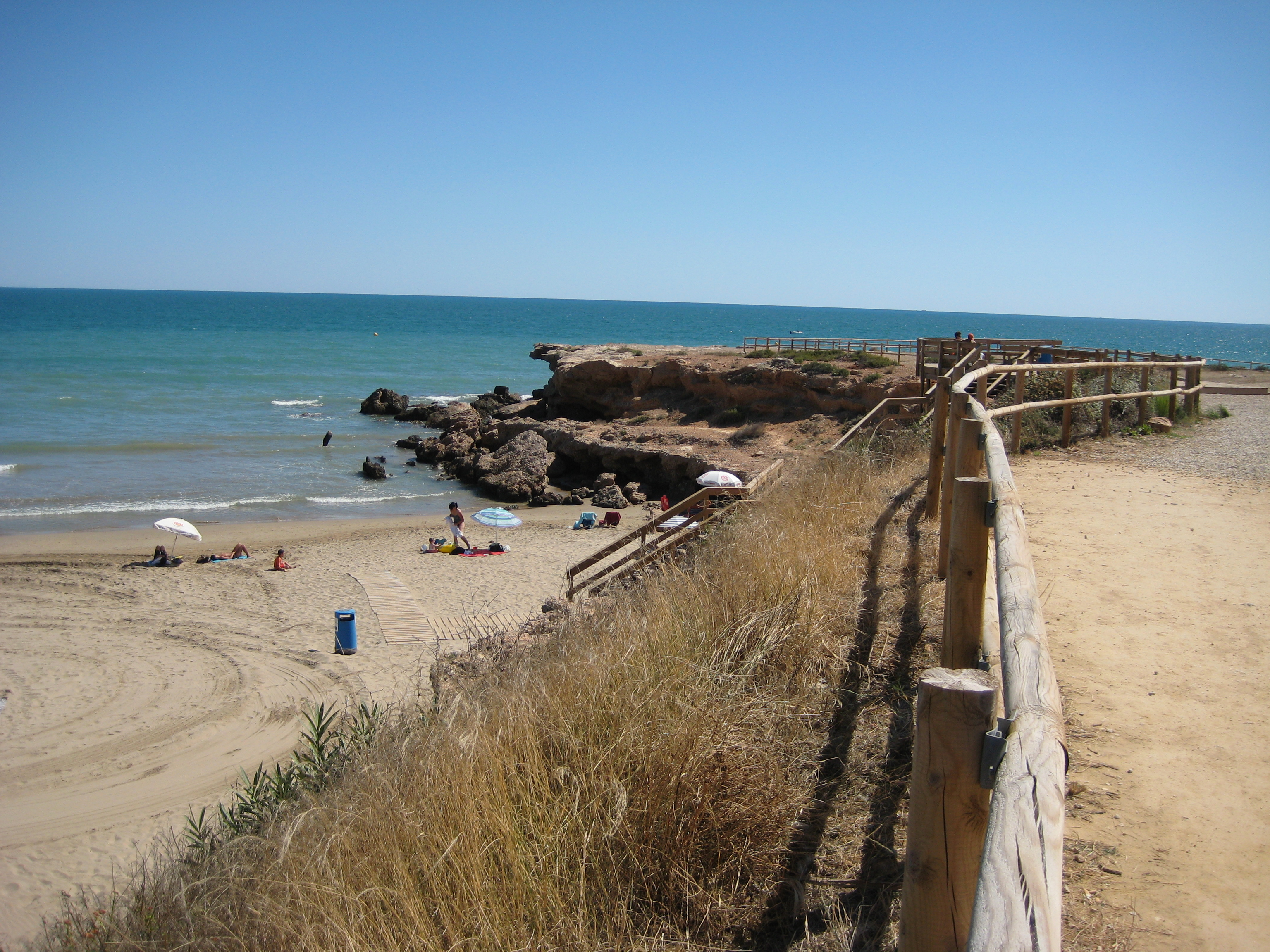
Roquer de la Romana

Ubicada entre el Roquer Martí, un cordó dunar d'alt valor ecològic, (que la separa de la platja Carregador) i el Roquer de la Romana (que la separa d'unes caletes i de la platja del Moro), presenta una forma de mitja lluna. Té una longitud de mig quilòmetre i una amplària mitjana de 70 m amb un màxim central de 100 m.
Es troba dos metres afonada respecte a la plataforma peninsular i separada d'aquesta per un terraplè natural amb abundant vegetació.
També conviu en un entorn urbà (Alcossebre) i disposa d'accés per carrer. Compta amb passeig marítim i pàrquing delimitat. És una platja balisada.
La platja Romana gaudeix del distintiu de la Bandera Blava, a més dels certificats de qualitat ISO 9001 i ISO 14001.